# أسطول الحرية لغزة

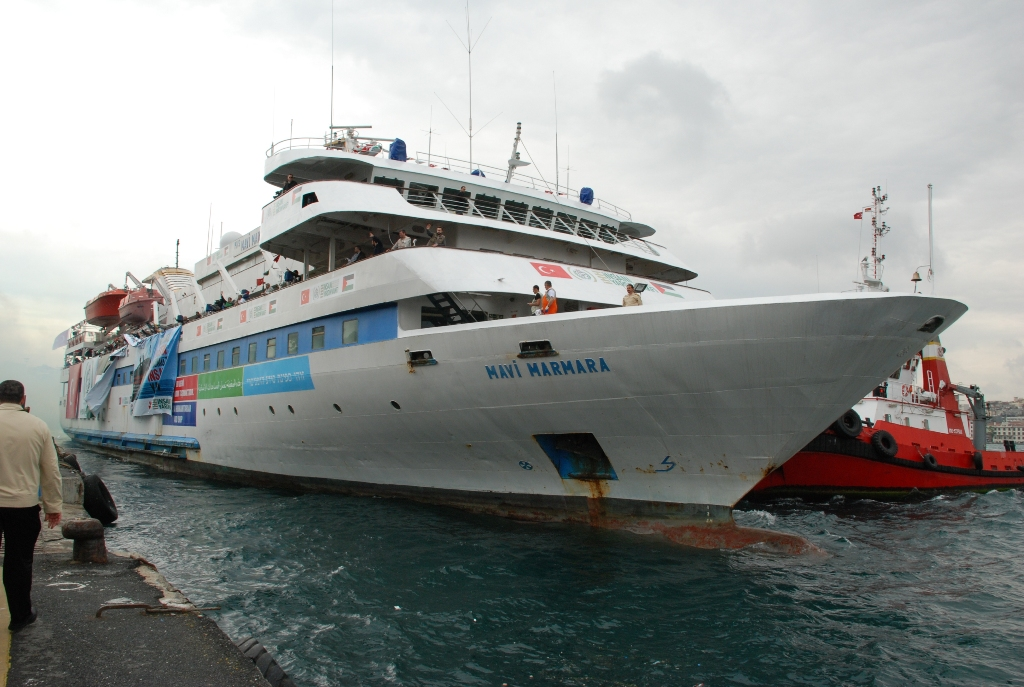

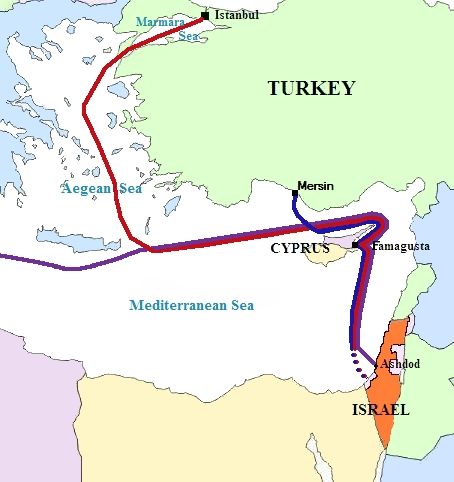
مسار أسطول غزة

نظمت حركة غزة الحرة ومؤسسة الإغاثة الإنسانية والحريات والحقوق البشرية (IHH) التركية أسطول الحرية لغزة، وحملته بالمساعدات الإنسانية ومواد البناء بغرض كسر الحصار الإسرائيلي على قطاع غزة.
في 31 مايو 2010، انطلقت القوات الإسرائيلية على متن زوارق سريعة وطائرات هليكوبتر وصعدت على متن السفينة وقتلت تسعة من الناشطين (انظر أسطول الحرية لغزة). وأعقبت هذه المجزرة لإدانة وردود فعل دولية واسعة النطاق، كما توترت العلاقات الإسرائيلية التركية، وترتب على ذلك تخفيف إسرائيل من حصارها لقطاع غزة في وقت لاحق.

## نظرة عامة
يعد هذا الأسطول المحاولة التاسعة لحركة غزة الحرة لكسر الحصار البحري الذي فرضته إسرائيل على قطاع غزة. وقد عرضت إسرائيل تفتيش الحمولة في ميناء أشدود ثم توصيل البضائع غير المحظورة عبر المعابر البرية، إلا أن هذا العرض قوبل بالرفض. فهاجمت القوات الإسرائيلية واستولت على السفن المتجهة إلى ميناء غزة في المياه الدولية في البحر الأبيض المتوسط.
كانت إسرائيل قد سمحت بمرور خمس شحنات بالسفن قبل الحرب على قطاع غزة عام 2008، غير أنها حظرت جميع الشحنات المرسلة في أعقاب الحرب. ويعد هذا الأسطول أكبر أسطول يتجه إلى غزة حتى ذلك الحين. وقد قامت جماعة إغاثة إسلامية من تركيا، وتُعرف باسم İHH (İnsani Yardım Vakfı) (مؤسسة الإغاثة الإنسانية والحريات والحقوق البشرية التركية) بتمويل سفينة ركاب ضخمة وحمولة سفينتين.
وفي الوقت الذي ذكر فيه تقرير للأمم المتحدة أن الحصار الإسرائيلي على غزة قانوني، توصل فريق آخر من خبراء الأمم المتحدة، الذي يقدم تقاريره إلى مجلس حقوق الإنسان، إلى نتيجة معارضة مفادها أن هذا الحصار يعد بمثابة انتهاك للقانون الدولي.

## المنظمة

### السفن
تشكلت سفن أسطول الحرية من ثلاث سفن للركاب وثلاث سفن للحمولة:
- تشلنجر 1 (يخت صغير)،[12] الولايات المتحدة، حركة غزة الحرة
- مركب بخاري إليفثيراى ميزوجايوز أو صوفيا (سفينة حمولة)، اليونان، والسويد [13] السفينة اليونانية إلى غزة
- سفندوناي(سفينة ركاب صغيرة)، اليونان [12] السيفنة اليونانية إلى غزة والحملة الأوروبية لرفع الحصار عن غزة
- إم في مافي مرمرة (سفينة ركاب)،[12] جزر القمر، مؤسسة الإغاثة الإنسانية والحريات والحقوق البشرية التركية
- غزة، تركيا، مؤسسة الإغاثة الإنسانية والحريات والحقوق البشرية التركية
- ديفن واي، كيريباتي، مؤسسة الإغاثة الإنسانية والحريات والحقوق البشرية التركية

كما كانت هناك سفينتان تابعتان لحركة غزة الحرة، تشلنجر 2 (يرتفع عليها علم أمريكا) وإم في راشيل كوري (تحمل علم كمبوديا) متخلفتان عن باقي الأسطول نتيجة لوجود مشاكل ميكانيكية بهما. وانتشرت الادعاءات بأن هذه المشكلات نتيجة للتخريب الإسرائيلي. فتوقفت تشلنجر 2، وواصلت راشيل كوري رحلتها إلى غزة.
| العلم            | الاسم                     | المنظمة                                                        | الميناء | الركاب | الطاقم | الحمولة |
| ---------------- | ------------------------- | -------------------------------------------------------------- | ------- | ------ | ------ | --- |
| الولايات المتحدة | تشلنجر 1                  | حركة غزة الحرة                                                 | كاندية  |        |        | |
| الولايات المتحدة | تشلنجر 2                  | حركة غزة الحرة                                                 | كاندية  |        |        | |
| اليونان          | سفينة إليفثيراى ميزوجايوز | السفينة اليونانية إلى غزة                                      | بيرايوس |        |        | كراسي متحركة، ومواد بناء، وأدوية |
| اليونان          | سفندوناي                  | السفينة اليونانية إلى غزة، الحملة الأوروبية لرفع الحصار عن غزة | بيرايوس |        |        | |
| جزر القمر        | إم في مافي مرمرة          | مؤسسة الإغاثة الإنسانية والحريات والحقوق البشرية التركية       | أنطاليا | 581    |        | |
| تركيا            | غزة                       | مؤسسة الإغاثة الإنسانية والحريات والحقوق البشرية التركية       | أنطاليا | 5      | 13     | 2104 أطنان من الأسمنت، و600 طن من صلب الإنشاء، و50 طنًا من البلاط                                                                                         |
| كيريباتي         | إم في ديفن واي            | مؤسسة الإغاثة الإنسانية والحريات والحقوق البشرية التركية       | أنطاليا | 27     | 23     | 150 طنًا من الحديد، و98 مولدًا كهربيًا، و50 منزلاً سابق التجهيز، و16 وحدة من معدات ملاعب الأطفال، وغذاء، وأحذية، ودواء، وكراسي متحركة، وملابس، وكراسات، وكتب |
| كمبوديا          | إم في راشيل كوري          | حركة غزة الحرة                                                 | دوندالك | 11     | 8      | 550 طنًا من الأسمنت، و20 طنًا من الورق، و100 طن من المعدات الطبية المتطورة، وكراسي متحركة، وكتب، وأقمشة، وخيوط                                             |

### الحمولة
حملت ثلاث من سفن الأسطول على متنها الركاب ومتعلقاتهم الشخصية فقط، بينما حملت السفن الثلاث الأخرى 10000 طن من المساعدات الإنسانية تقدر قيمتها بـ 20 مليون دولار أمريكي. كما تضمنت الحمولة غذاءً وكراسي متحركة وكتبًا وألعابًا ومولدات كهربية ومعدات غرف العمليات وأدوية ومعدات طبية ومنسوجات وأحذية ونقودًا ودراجات تنقل بخارية وأرائك ومواد بناء، مثل الأسمنت، وهي سلع محظورة بموجب الحصار الإسرائيلي، على الرغم من أن إسرائيل عرضت السماح بدخول الأسمنت إلى غزة إذا رسى الأسطول في ميناء أشدود.
وذكرت التقارير أن الأسطول كان يحمل صدريات ضد الرصاص وأقنعة غاز وأجهزة رؤية ليلية وهراوات ومقاليع، على الرغم من أن تقرير مجلس حقوق الإنسان لم يذكر هذه العناصر. وفي التقرير التركي بشأن الهجوم الإسرائيلي على قافلة المساعدات الإنسانية إلى غزة، ورد أن جميع الركاب والطاقم والحمولة قد تم تفتيشهم وفقًا للمعايير العالمية، ولم يتم العثور على أي أسلحة على متن السفن المغادرة من تركيا.
وقد انتهت صلاحية ثلثي الأدوية التي قدمها الأسطول بين الشهر السادس والخامس عشر قبل الهجوم وأصبحت عديمة الجودة. وكانت صلاحية بعض الأدوية الأخرى الموجودة على متن الأسطول على وشك الانتهاء. بالإضافة إلى ذلك، قالت إسرائيل إنها عثرت على الكثير من بضائع الحمولة، بما في ذلك المعدات الطبية الحساسة، متناثرة في عنابر السفينة، وموضوعة في أكوام بدلاً من تخزينها بشكل ملائم للنقل، وبالتالي تعرضت للتلف. كما أن معدات غرفة العمليات التي من المفترض أن تُحفظ معقمة قد غلفت بإهمال. وقد تم الاحتفاظ بالأدوية المنتهية الصلاحية والمعدات الحساسة في أماكن تخزين مجمدة في وزارة الدفاع الإسرائيلية قبل توصيلها إلى غزة.

### المسافرون
في الرحلات السابقة، بلغ إجمالي عدد المسافرين على متن سفن أسطول غزة الحرة 140 مسافرًا. وفي هذا الأسطول وحده، تجاوز عدد المشاركين به 600 ناشط كانوا على متن سفينة مافي مرمرة وحدها. حيث كان عدد المسافرين 663 راكبا من 37 دولة على متن أسطول الحرية. ومن بين الشخصيات البارزة التي كانت على متنه دينيس هاليداي المساعد السابق للأمين العام للأمم المتحدة وإدوارد بيك السفير الأمريكي السابق لدى موريتانيا، وجو ميدورس أحد الناجين من الهجوم الإسرائيلي على يو إس إس ليبرتي. وعضو الكنيست العربي الإسرائيلي حنين زعبي، وزعيم الجناح الشمالي للحركة الإسلامية في إسرائيل رائد صلاح، والروائي السويدي هينينغ مانكل، والمتهم بالقرصنة أردينتش طكير، الذي شارك في اختطاف رهائن بالبحر الأسود، وعدد من البرلمانيين من المجالس التشريعية الوطنية الأوروبية والعربية والبرلمان الأوروبي.

#### العلاقات مع الجماعات التي تعرف بأنها منظمات إرهابية
في يونيو 2010، ذكر مساعد وزيرة الخارجية فيليب كراولي للصحفيين: «نحن نعرف أن مؤسسة الإغاثة الإنسانية والحريات والحقوق البشرية التركية قد اجتمعت بكبار مسؤولي حماس في تركيا وسوريا وغزة في السنوات الثلاث الماضية»، و«هو ما يمثل لنا مصدر قلق كبيرًا».
وذكرت وكالة أنباء إم إس إن بي سي نقلاً عن وكالة أنباء أسوشيتد برس ذكر القاضي السابق بالمحكمة العليا لمكافحة الإرهاب بفرنسا يوم الأربعاء أن المؤسسة الخيرية الإسلامية التي تقف خلف أسطول سفن المساعدات التي هاجمتها القوات الإسرائيلية وهي في طريقها إلى غزة تربطها علاقات بشبكات إرهاب، تضمنت مخطط القاعدة للهجوم على مطار لوس أنجلوس الدولي في عام 1999.
وفي يونيو 2012، ذكرت أن مدير مؤسسة الإغاثة الإنسانية والحريات والحقوق البشرية التركية فهمي بولنت يلدرم قيد التحقيق من قبل السلطات التركية بزعم إنشاء شراكة مالية مع تنظيم القاعدة.

## الدوافع
تشككت إسرائيل في الدوافع الإنسانية لمنظمي الأسطول. وقالت إسرائيل إنها قد دعت المنظمين إلى استخدام المعابر البرية لكنهم كانوا "أقل اهتمامًا" بتقديم المساعدات، وما كانوا يسعون إليه هو دعم أجندتهم المتطرفة، وتقديم مزايا لحماس. ففي الوقت الذي ارتدوا فيه عباءة الإنسانية، كانوا يشتركون في دعاية سياسية وليس في المساعدات الداعمة للفلسطينيين."
ووفقًا للبيان الصحفي الأولي الصادر عن وزارة الدفاع الإسرائيلية، حملت السفينة 75 من المرتزقة الذين تربطهم علاقات بتنظيم القاعدة وغيرها من المنظمات الإرهابية، الذين تلقوا مبلغ 10000 دولار للفرد منهم،  ولم تقدم إسرائيل مطلقًا ما يؤيد مزاعمها التي سحبتها في وقت لاحق. وقالت إسرائيل إن المجموعة أبحرت منفصلة في مدينة مختلفة، وصعدت على سطح السفينة تحت إجراءات مختلفة. وقد أنكر مسؤولو الجمارك بتركيا ومسؤولو مؤسسة الإغاثة الإنسانية والحريات والحقوق البشرية التركية هذه الادعاءات.
كانت الحكومة الإسرائيلية والمخابرات الحربية والصحافة تعرف بموعد الوصول الوشيك للأسطول. وقالت إسرائيل إن الأسطول انتهك القانون الدولي، على الرغم من أن واحدة من المنظمين جريتا برلن، قالت [إننا] لنا الحق في الإبحار من المياه الدولية إلى مياه غزة". وأبلغت إسرائيل الأسطول أنها سوف تعيد توجيهه إلى ميناء أشدود وأن الحمولة سوف يتم نقلها إلى غزة بعد خضوعها للتفتيش الأمني. أما الأجانب فسيتم ترحيلهم، أو إذا لم يوافقوا عن طيب خاطر، فسوف يتم احتجازهم.
ورفض منظمو الأسطول الطلب الإسرائيلي، لأنهم لم يصدقوا أن إسرائيل سوف تنقل البضائع إلى غزة، وقالوا «إن مهمتنا ليست توصيل المساعدات الإنسانية إلى غزة فحسب، بل هدفها كسر الحصار الإسرائيلي على 1,5 مليون فلسطيني... نريد أن نرفع الوعي الدولي إزاء حصار قطاع غزة الذي يشبه السجن، والضغط على المجتمع الدولي لمراجعة سياسة العقوبات ووقف دعمه للاحتلال الإسرائيلي المستمر.»
لاحظت بعثة مجلس حقوق الإنسان لتقصي الحقائق «وجود توتر بين الأهداف السياسية للأسطول والأهداف الإنسانية»، والتي ظهرت في «اللحظة التي عرضت فيها الحكومة الإسرائيلية توصيل المساعدات الإنسانية عبر الموانئ الإسرائيلية ولكن تحت إشراف منظمة حيادية». كما أعلنت أن قطاع غزة ليس لديه ميناء بحري عميق قادر على استقبال هذا النوع من سفن البضائع المشاركة في أسطول الحرية. ووصلت إلى نتيجة مفادها أنه «في الوقت الذي اقتنعت فيه البعثة بأن الأسطول قد قام بمحاولة جادة لإدخال الإمدادات الإنسانية الأساسية إلى غزة، فيبدو واضحًا أن الهدف الأساسي كان سياسيًا كما أوضحه قرار طاقم سفينة راشيل كوري برفض الاقتراح الذي دعمته حكومة أيرلندا بأن تصل الحمولة على تلك السفينة سليمة عبر أشدود».
وقال بعض أنصار الأسطول إن «رد الفعل العنيف من إسرائيل سوف يبث حياة جديد في حركة التضامن مع فلسطين، لافتًا الانتباه إلى الحصار.» وقد قال اثنان من الناشطين (علي حيدر بنجي وإبراهيم بيلجن) اللذان توفيا خلال اشتباكات مافي مرمرة إنهما كانا يتمنيان الشهادة. وفي 29 مايو، بثت قناة الجزيرة لقطات لناشطي سفينة مافي مرمرة وهم يشاركون في أنشودة تدعو إلى الجهاد ضد اليهود.
وذكر جندي سلاح البحرية الأمريكي كينيث أوكيف، الذي كان على متن سفينة مافي مرمرة، أن النشطاء كانوا يعرفون من البداية أن المقاومة لن تكون مقاومة سلبية. وذكر لصحيفة هآرتس «كنت أعلم أنه إذا صعد الإسرائيليون هذه السفينة، فستقع كارثة...أنت أحمق إذا صعدت على متنها واعتقدت أن المقاومة ستكون سلبية».
وفي كلمة وجهها للجماهير في أكتوبر 2010 عبر تلفزيون الأقصى، ذكر عبد الرازق المقري، رئيس الوفد المغربي والجزائري في قافلة غزة أنه وفقًا للترجمة التي نشرها معهد بحوث إعلام الشرق الأوسط، فإن «المجاهدين أخبرونا أنهم قرروا عدم مقاومة اليهود المعتدين يإطلاق النيران ولكن بالخناجر.»

## المحطة الأولى
انطلقت ست من ثماني سفن في 30 مايو 2010 من المياه الدولية قبالة سواحل جزيرة قبرص; وتأخرت السفينتان المتبقيتان نتيجة لوجود مشكلات ميكانيكية بهما. وقال زعيم مؤسسة الإغاثة الإنسانية والحريات والحقوق البشرية التركية فهمي بولنت يلدرم للصحفيين في لقطات فيديو حية قبل إبحار الأسطول «نحن لا نمتلك أي أسلحة هنا، ولا حتى مطواة، ولكننا لن ندع الجنود الإسرائيليين يصعدون على متن هذه السفينة».
ورفضت حكومة قبرص التعاون مع حركة غزة الحرة أو السماح للناشطين بالإبحار من موانئها. وذكرت الشرطة القبرصية أن «أي شيء يتعلق بالرحلة إلى غزة غير مسموح به»، ونتيجة لذلك فإن ما تبقى من النواب والناشطين بدأوا رحلتهم من فاماغوستا في قبرص الشمالية. ورفض النواب والناشطون القبارصة واليونانيون الإبحار من موانئ قبرص الشمالية. ومن ثم، فقد تأخروا مسيرة يومين، حيث كان من المفترض أن يصلوا إلى غزة في ظهيرة 31 مايو.

### شائعات التخريب قبل الهجوم
من المحتمل أن يكون الجيش الإسرائيلي أو الموساد قد قاما بتخريب ثلاث سفن قبل الهجوم. فوفقًا لناشونال بوست، فإن نائب وزير الدفاع الإسرائيلي ماتان فيلناي قد ذكر أن إسرائيل استنفدت كل الطرق السرية لوقف السفن من التقدم. وقال: «لقد فكرنا في كل شيء. أنا لا أريد أن أذكر تفاصيل أكثر من ذلك، لأن الحقيقة هي أنه لم يكن من المخطط وجود 10 سفن أو أيها [أصلاً].» وذكر ضابط كبير في وزارة الدفاع الإسرائيلية للجنة الشؤون الخارجية والدفاع بالكنيسيت أن بعض هذه السفن قد عُبث بها لوقفها بعيدًا عن غزة أو السواحل الإسرائيلية. ووفقًا لتغطية وكالة الأنباء يونايتد برس إنترناشونال، أشار الضابط إلى «العمليات الرمادية» ضد الأسطول وقال إنه لم يتخذ أي إجراء مماثل ضد سفينة مافي مرمرة خوفًا من أن تعلق السفينة في وسط البحر، معرضة حياة ركابها للخطر. وقد تم اتهام إسرائيل بتخريب سفن النشطاء في الماضي دون دليل على دعم هذه الادعاءات.
وتعرضت ثلاث سفن – راشيل كوري وتشلنجر 1 وتشلنجر 2 – للتلف أو خلل وظيفي. غير أن تشلنجر 1 تمكنت من مواصلة تقدمها، واضطرت تشلنجر 2 للعودة من منتصف الطريق، في حين اضطرت راشيل كوري للدخول إلى رصيف مالطا للخضوع لعمليات إصلاح. وقالت جريتا برلن من حركة غزة الحرة إن الأسلاك الكهربية قد تم العبث بها.

## الهجوم وما أعقبه
شنت القوات الإسرائيلية هجومًا على أسطول الحرية في ليلة 30-31 مايو 2010 في المياه الدولية للبحر الأبيض المتوسط، حيث صعدت على متن السفن باستخدام الزوارق السريعة وطائرات الهليكوبتر. وسقط تسعة قتلى من النشطاء. وجرح عشرات الناشطين وسبعة جنود إسرائيليين.
وبعد هذا الهجوم، اعتقل الناشطون في إسرائيل مع إطلاق سراحهم بشكل مشروط: وتم ترحيلهم جميعًا بحلول 6 يونيو. وبعد ذلك، تم سحب السفن إلى إسرائيل وأعيدت تلك التي طالب بها أصحابها. وتم تسليم المساعدات إلى غزة تحت إشراف الأمم المتحدة في 17 يونيو.
في هذا الإطار، تباينت ردود الفعل الدولية بعد الهجوم على أسطول الحرية. فقد أجريت العديد من التحقيقات، من بينها تحقيقات أجرتها الأمم المتحدة وإسرائيل وتركيا. وتوترت العلاقات الإسرائيلية-التركية وخففت إسرائيل حصارها بعد ذلك على فلسطين.